# Dasychira aureotincta
Dasychira aureotincta är en fjärilsart som beskrevs av Sir George Hamilton Kenrick 1914. Dasychira aureotincta ingår i släktet Dasychira och familjen tofsspinnare. Inga underarter finns listade i Catalogue of Life.